# لابی اسرائیل و سیاست خارجی آمریکا

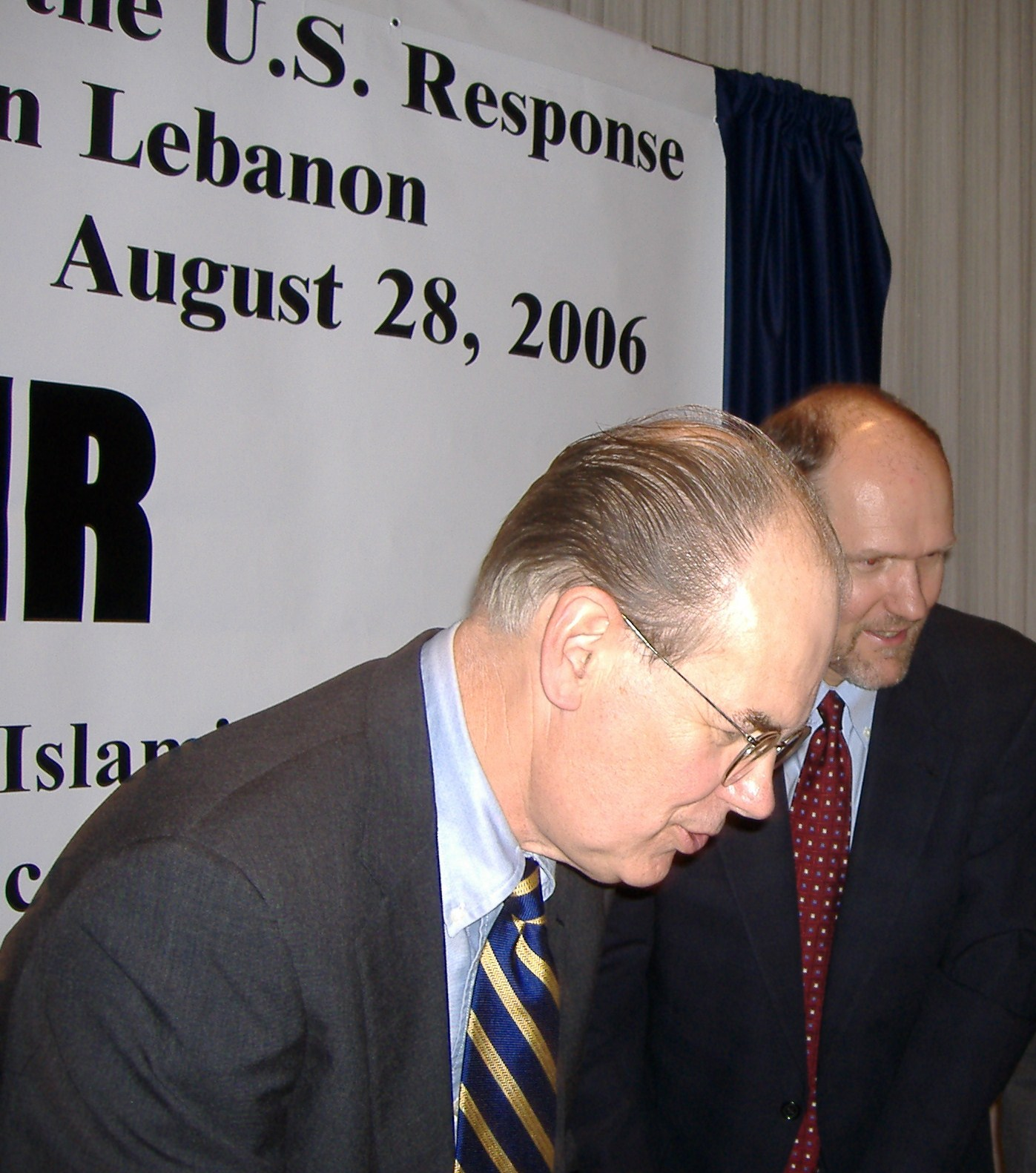
جان جی مرشایمر (چپ) و استیون والت(راست) در کنفرانس مطبوعاتی باشگاه ملی مطبوعات در واشنگتن دی سی. با موضوع "لابی اسرائیل و سیاست خارجی آمریکا"

لابی اسرائیل و سیاست خارجی آمریکا (به انگلیسی: The Israel Lobby and U.S. Foreign Policy) کتابی است که دو استاد دانشگاه آمریکایی، جان مرشایمر، استاد علوم سیاسی دانشگاه شیکاگو و استیون والت، استاد روابط بین‌الملل در کندی اسکول دانشگاه هاروارد تألیف کرده‌اند. این کتاب بر اساس مقاله‌ای منتشر شده از آن‌ها در نشریه نقد کتاب لندن (London Review of Books) نوشته شده‌است.

## محتوا
در این کتاب بر لزوم بررسی حمایت آمریکا از اسرائیل تأکید شده‌است. آمریکا سالانه ۳ میلیارد دلار به اسرائیل کمک مستقیم می‌کند که بخش اعظم آن کمک نظامی است. این کمک یک ششم بودجه آمریکا برای کمک رسانی مستقیم به این دولت مسلح به تسلیحات هسته‌ای است. در عین حال آمریکا به شدت در مناقشات خاورمیانه و مذاکرات صلح خاورمیانه از اسرائیل هواداری می‌کند. این دو استاد دانشگاه تأکید می‌کنند، آمریکا در ازای این کمک عظیم چیز چشمگیری از اسرائیل دریافت نمی‌کند.
نویسندگان کتاب این استدلال که اسرائیل متحد آمریکا در جنگ علیه ترور در خاورمیانه است را نمی‌پذیرند. در عوض معتقدند حمایت آمریکا از اسرائیل خشم مبارزان فلسطینی را بر می‌انگیزد و در عین حال به رنجش کشورهای عرب که تأمین کننده نفت آمریکا هستند و خشم کشورهای مسلمان منطقه و جهان دامن می‌زند.
بر اساس ادعای نویسندگان کتاب، لابی اسرائیل نقشی کلیدی را در حمایت از دیدگاه ضرورت حمله نظامی آمریکا به عراق و مقابله و جنگ روانی با کشورهای ایران و سوریه و نیز جنگ اسرائیل و لبنان (۲۰۰۶) داشته‌است. نویسندگان در عین حال نمی‌پذیرند که اسرائیل نیازدارد در برابر دشمنانش از سوی آمریکا حمایت شود. به گفته آنها، «اسرائیل یک غول تا دندان مسلح است» که در هر زمان در استفاده از قدرت نظامی اش علیه غیرنظامیان تردیدی به خود راه نمی‌دهد.

## لابی اسرائیل
این کتاب هسته اصلی لابی اسرائیل را سازمان‌هایی چون کمیته روابط عمومی آمریکایی اسرائیل (آیپک)، کمیته یهودیان آمریکا و انجمن روسای سازمان‌های یهودی آمریکا ذکر می‌کند و این سازمان‌ها را تحت کنترل نیروهای تندرویی می‌خواند که عمدتاً با اهداف توسعه طلبانه حزب لیکود اسرائیل همسو هستند و در تضاد با مفاد قرارداد صلح اسلو عمل می‌کنند.
لابی اسرائیل همچنین طی ۲۵ سال گذشته در شماری از مهم‌ترین مراکز تحقیقاتی و مطالعاتی آمریکا چون آمریکن اینترپرایز انستیتو، انستیتو بروکینگ، مرکز سیاست امنیتی، انستیتو تحقیقات سیاست خارجی، بنیاد هریتیج، انستیتو هادسن و... نفوذ کرده‌است و حضوری تعیین کننده در این مراکز مطالعاتی دارد.
لابی اسرائیل همچنین مسیحیان اونجلیک بانفوذی چون گری بائور، جری فالول، رالف رید و پت رابرتسون را شامل می‌شود و نئوکان‌هایی چون جان بولتون، ویلیام بنت و جان کرک پاتریک نیز در ارتباط تنگاتنگی با این لابی قرار دارند.
در این کتاب ذکر شده است که بر خی از پست های کلیدی دولت آمریکا را نمی تواند بدون تأیید لابی اسرائیل تصاحب نمود. از جمله این پست ها وزارت خزانه داری، وزارت امور خارجه و وزارت دفاع است.

## بررسی‌ها

### اساتید دانشگاه
چارلی ریس، روزنامه‌نگار آمریکایی، سکوت رسانه‌های ایالات متحده را در برابر محتوای این مقاله مورد توجه قرار داده و در یادداشتی با عنوان لابی اسرائیل و سیاست خارجی آمریکا؛ ساکت نگهش دار ضمن اشاره به بایکوت خبری مقالات و کتابهایی که لابی اسرائیل را نشانه می‌گیرند، می‌گوید که هنگامی که شخصی با اعتبار، مقاله یا کتابی انتقادی نسبت به اسرائیل یا لابی قدرتمند آن منتشر می‌کند، اولین سلاح انتخابی لابی اسرائیلی، سکوت است. او می‌گوید اگر این اثر انتقادی یک کتاب انتقادآمیز باشد، به ندرت مورد نقد و بررسی قرار می‌گیرد و با نویسنده آن مصاحبه نمی‌شود. اما اگر یک مقاله باشد هیچ خبری در مطبوعات سازمانهای رسانه‌ای بزرگ، هیچ مصاحبه ای از نویسنده و هیچ حضوری از وی در برنامه‌های تلویزیونی دیده نمی‌شود. این مسئله باعث می‌شود آمریکایی‌هایی که برای اطلاع از رخدادها و مسائل جاری به مطبوعات متکی هستند، از وجود چنین جریانهای انتقادی بی‌خبر بمانند. به گفته ریس، دیگر سلاح لابی اسرائیلی در مواجهه با نویسندگان اینگونه مقالات یا کتاب‌های انتقادی، حملات تند و گزنده شخصی به نویسنده است.» به اعتقاد ریس هر دوی این شیوه‌های مقابله (سکوت و حملات گزنده) نسبت به کتاب «لابی اسرائیل و سیاست خارجی آمریکا» استفاده شده‌است.
آبراهام فاکسمن، مدیر اتحادیه ضد افترا (ADL) بعد از خواندن مقاله ابتدایی این کتاب در نشریه نقد کتاب لندن، جوابیه‌ای طولانی به حجم یک کتاب نوشت که «مرگبارترین دروغ‌ها: لابی اسرائیل و افسانه تسلط یهود» نام دارد.